# Nederlandse Spoorwegen
Nederlandse Spoorwegen (Ferrocarriles Neerlandeses en neerlandés), también conocido por su acrónimo NS, es la principal compañía operadora de servicios ferroviarios de pasajeros de los Países Bajos. Sus trenes operan en las vías de ProRail, la compañía nacional de infraestructura ferroviaria de los Países Bajos, la cual se separó de NS en 2003 como parte del proceso de liberalización del transporte ferroviario en la Unión Europea. 
La red ferroviaria holandesa es la más transitada de la Unión Europea y la tercera más transitada del mundo después de Suiza y Japón. 

## Historia

### Fundación

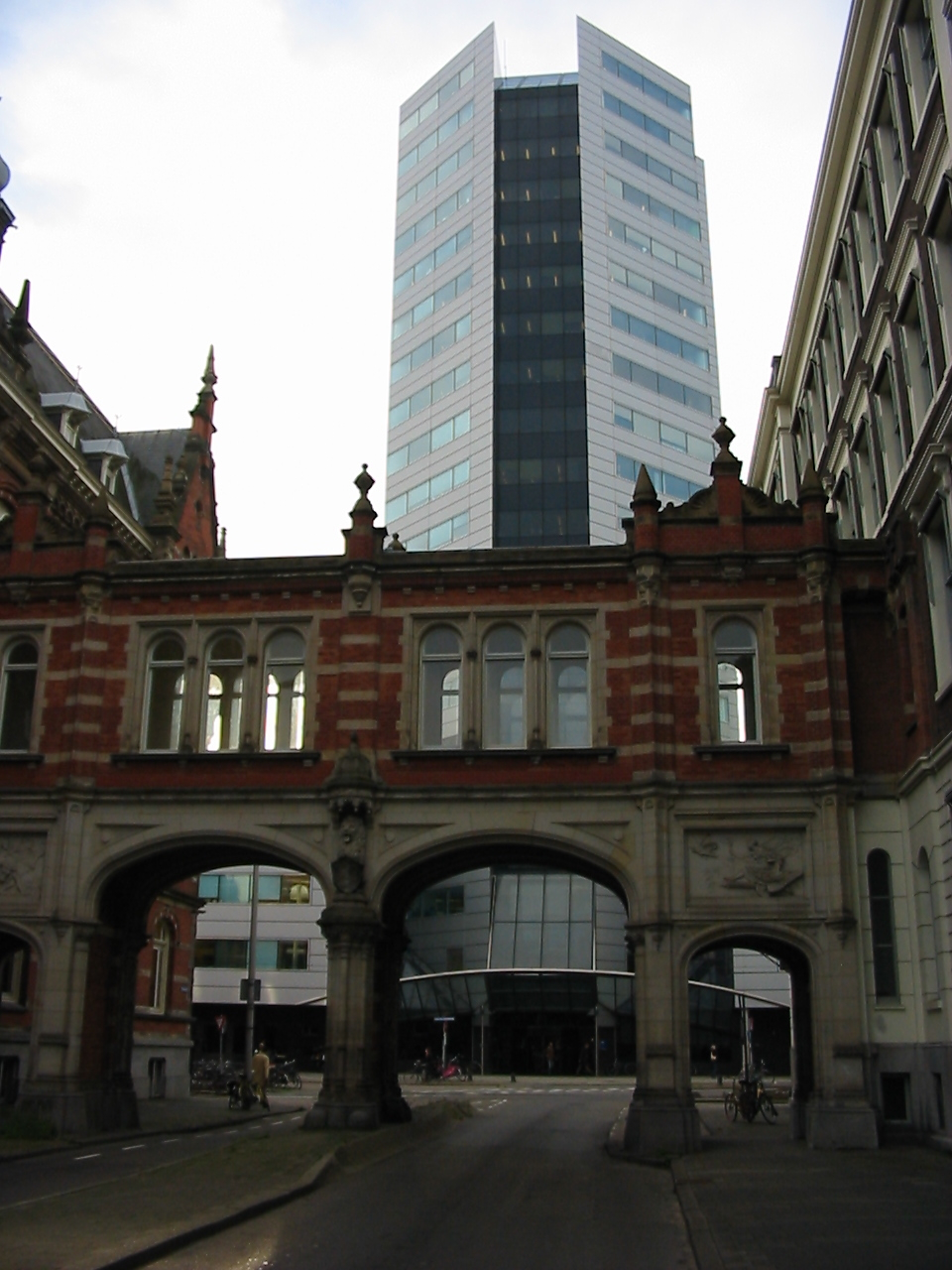
El viejo (más adelante) y el nuevo (más atrás) Cuartel Central Corporativo de NS.

NS fue fundada en 1938 cuando las dos compañías ferroviarias neerlandesas más importantes (la Hollandsche IJzeren Spoorweg-Maatschappi o HSM y la Maatschappij tot Exploitatie van Staatsspoorwegen o SS) se fusionaron legalmente. Sin embargo ambas compañías habían cooperado intensamente sus acciones desde 1917 por razones ideológicas y económicas. 
Debido a la Primera Guerra Mundial la situación económica había empeorado y las compañías ferroviarias empezaron a perder dinero. Las empresas ferroviarias eran consideradas de gran importancia y, por tanto, dejarlas quebrar no era una opción. Las empresas por lo tanto iniciaron una etapa de intensa cooperación en la cual sus operaciones fueron completamente integradas, aunque las empresas siguieron siendo entidades independientes. Para apoyar financieramente a las empresas las acciones fueron compradas por el gobierno neerlandés. En 1938 el gobierno fusionó la HSM y la SS creando la Nederlandse Spoorwegen o NS El gobierno compró las acciones restantes pero nunca se nacionalizó la empresa, por lo tanto NS siempre fue (y aún es) una empresa privada con el gobierno neerlandés como único accionista.

### NS como una empresa estatal
Durante la Segunda Guerra Mundial NS permaneció como una compañía independiente pero fue obligada por los alemanes a realizar las obras planeadas por estos como la construcción de la línea ferroviaria al Campo Westerbork y participar de la deportación de miles de judíos. 
NS jugó un papel fundamental en la reconstrucción luego de la guerra ya que había pocas alternativas de transporte en el país además del tren y al mismo tiempo había una enorme demanda de servicios logísticos que el NS podrían proporcionar. 
Si bien la década de 1950 fue en general un buen momento para la compañía, ésta que empezó a declinar en la década de 1960, como la mayoría de los ferrocarriles en todo el mundo. No solo se vio perjudicada por la competencia de los automóviles y otros medios de transporte, sino que también sufrió una pérdida de ingresos cuando el gas natural comenzó a sustituir el carbón como principal combustible en las centrales eléctricas y hogares después de un yacimiento de gas se encuentra cerca de Slochteren (NS participaba en el transporte de carbón desde las minas de Limburgo para el resto del país). 
Para revertir esta situación NS respondió con una agresiva estrategia denominada "Spoorslag'70". Esta estrategia consistió, entre otras cosas, en aumentar sustancialmente el número de trenes por hora y también introdujo los servicios "Intercity". Sin embargo esto no logró volver a la empresa a la rentabilidad. La empresa fue declarada de importancia nacional, lo que significó que comenzara a recibir grandes cantidades de las subvenciones todos los años.

### Reforma de la década de 1990
A principios de los años 1990 el gobierno comenzó a cuestionar la subvenciones concedidas NS. No sólo se cuestionaba la forma en que NS gastaba las subvenciones otorgadas, sino que luego de las reformas neoliberales de la década de 1980 se planteó no dar subvenciones genéricas a compañías. Entonces el gobierno decidió retirar las subvenciones. La idea era que el transporte ferroviario era económicamente viable y que era mejor la existencia de competencias. 
Hubo dos circunstancias externas que permitieron que esto ocurra. En primer lugar la Unión Europea aprobó la Directiva 91/440, que prescribe, entre otras cosas, la separación de los ferrocarriles nacionales dos empresas, una que se ocupa de la infraestructura, y la otra que se refiere a las actividades de transporte. En segundo lugar, la jubilación del antiguo CEO de la NS, Leo Ploeger, permitió que el gobierno nombrara a un nuevo CEO, Frank Roewen, para que llevara adelante estos cambios.
Los planes suponían que el gobierno seguiría siendo responsable de la infraestructura ferroviaria, mientras que el NS se ocuparía de los servicios de transporte de pasajeros como cualquier empresa comercial y donde los servicios fueran económicamente inviables, el gobierno otorgaría una subvención.

## Cobertura

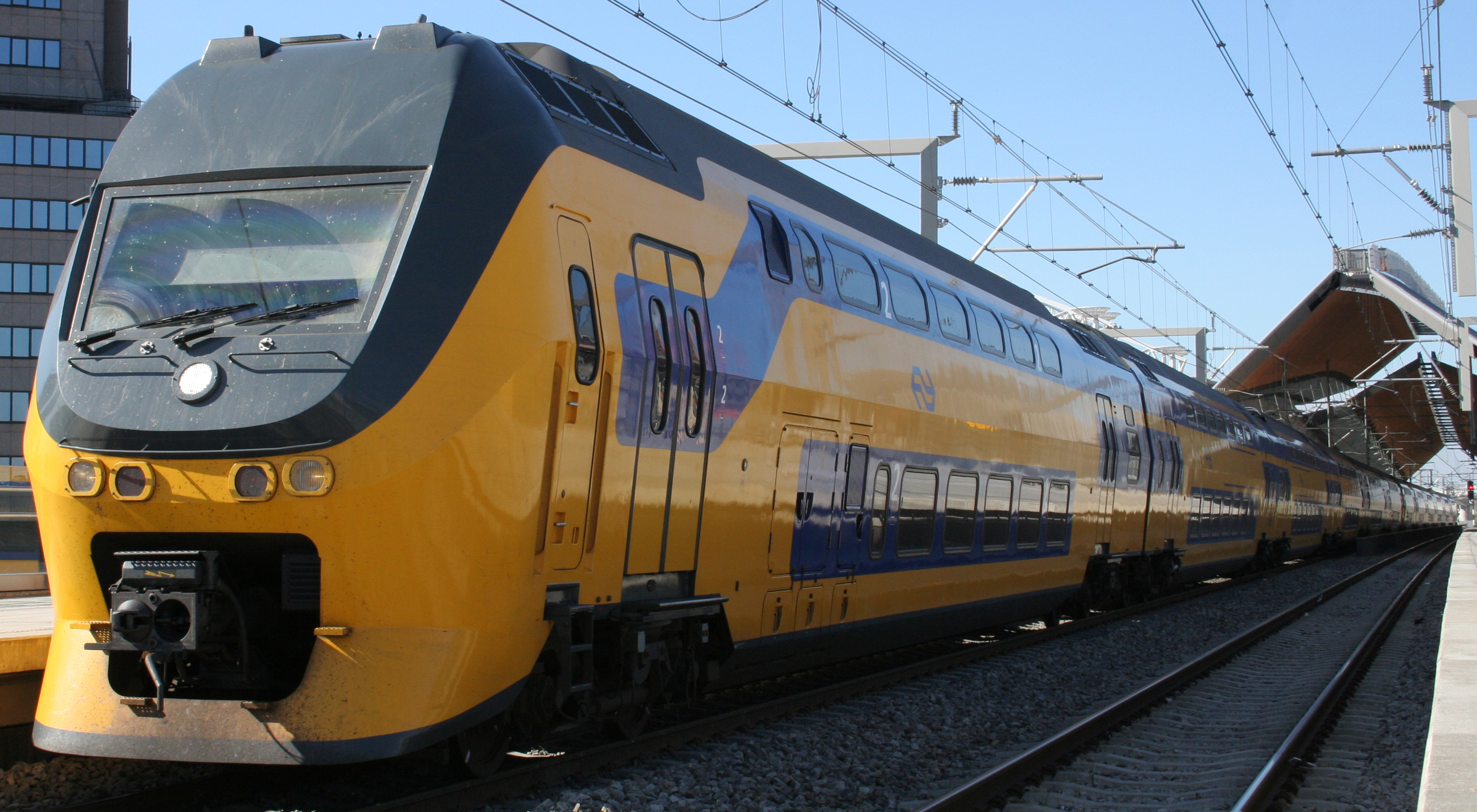
Tren doble piso de NS en Ámsterdam.

La cobertura en todo el país es excelente, con casi todas las ciudades conectadas con al menos dos trenes por hora y al menos cuatro trenes por hora entre las cinco mayores ciudades del país (Ámsterdam, Róterdam, La Haya, Utrecht y Eindhoven). Los trenes generalmente circulan entre las 6:00 a. m. y la medianoche, aunque también hay una línea nocturna que conecta el Randstad durante toda la noche. 
Además de los servicios nacionales NS también es socio (junto con Stena Line y National Express) en el servicio Dutchflyer (es un servicio ferrocarril-barco-ferrocarril entre los Países Bajos y el Reino Unido). NS también se ha asoció con KLM para operar los servicios de alta velocidad en la nueva línea HSL-Zuid bajo el nombre de "NS HiSpeed".

## Servicios

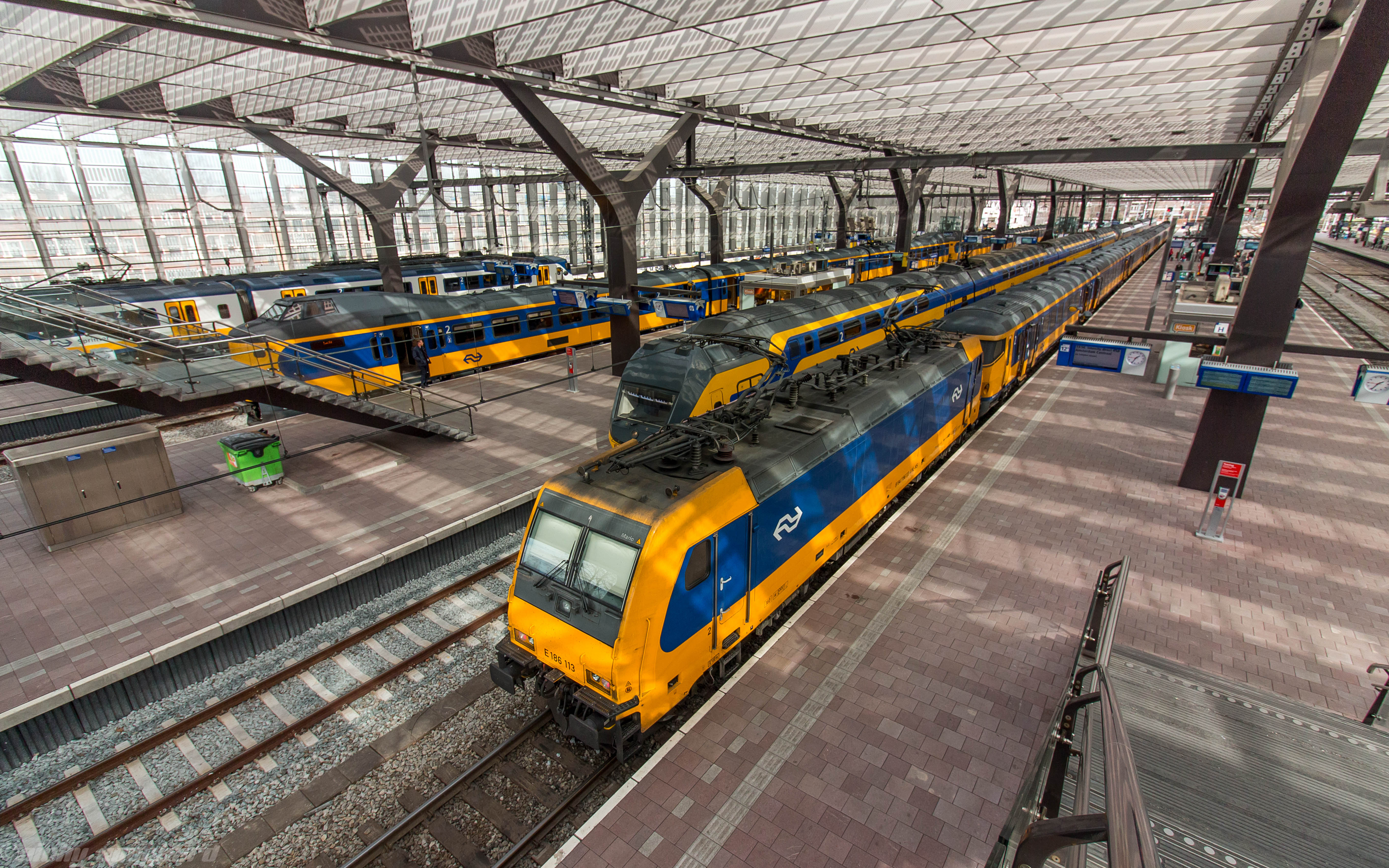
Intercity Direct en la Estación Central de Róterdam

NS ofrece tres tipos de servicio de tren:
- Sprinter: se detiene en todas las estaciones y se utiliza principalmente para el tráfico local. Sin embargo, en algunas líneas más pequeñas, es el único tipo de servicio. El nombre se deriva del material rodante «Sprinter» (clase 2900); sin embargo, el servicio a veces se operaba con material rodante de estilo antiguo (como el 'Plan V / T': clases 400, 500, 800 y 900).
- Intercity: solo paran en estaciones más grandes y se introdujeron en la década de 1970 para proporcionar conexiones rápidas de trenes en todo el país. Los servicios interurbanos son operados por trenes de clase DDZ , VIRM e ICM . Una excepción es el servicio entre Den Haag Central y Eindhoven, que hace uso de la línea de alta velocidad entre Rotterdam y Breda, y es ofecido por vagones transportados por locomotoras Bombardier. En las líneas donde no operan servicios Sprinter, los trenes Intercity paran en todas las estaciones. Esto tiene lugar en las líneas entre Alkmaar - Den Helder, Bergen op Zoom - Vlissingen, Hoorn - Enkhuizen, Leiden - Woerden y Deurne - Venlo.
- Intercity Direct: ofrece un servicio más rápido entre Amsterdam Central y Breda, ya que utiliza la línea de alta velocidad HSL-Zuid y hace escala en solo dos estaciones intermedias (Schiphol Airport y Rotterdam Central).

## Servicios Internacionales
NS International: anteriormente NS Hispeed, es la marca de NS que opera servicios Intercity internacionales y alta velocidad con conexiones hacia Bélgica (Intercity Direct), Francia (Thalys), Alemania y Suiza (ICE).